# Otočje Nightingale
Otočje Nightingale (eng. Nightingale Islands) su skupina od tri otoka u južnom Atlantskom oceanu, dio teritorija Tristan da Cunha. Sastoje se od otoka Nightingale, Srednji otok (Middle Island) i Stoltenhoff. Otoci su pod upravom Ujedinjenog Kraljevstva kao dio prekomorskog teritorija Sveta Helena, Ascension i Tristan da Cunha. Otočje Nightingale je nenaseljeno.
Nightingale je najmanji od četiri glavna otoka skupine Tristan da Cunha, veličine samo 4 km2, a nalazi se 30 km udaljen od Tristana i 22 km od otoka Inaccessible. Stoltenhoff i Alex (poznat i kao Srednji otok) zapravo su dva velika otočića, a ne uobičajeni otoci.

## Geologija
Otok Nightingale teško je erodirani ostatak vulkana koji je nekoć bio puno veći. Najstarije kalij-argonsko datirenje s otoka je 18 ± 4 Ma Najmlađa vulkanska aktivnost na otoku neizravno je datirana u 39.160 +6,090−3,410  nekalibriranih godina BP prema radiokarbonskim datumima na tresetu prekrivenom vulkanskim tufom.

## Povijest
Izvorno nazvan "Gebrooken (Slomljeni) otok" od strane Nizozemaca pod Jan Jacobszoonom u siječnju 1656., nisu pronašli sigurno sidrište i nisu izvršili prvo iskrcavanje sve do 1696. (najvjerojatnije Willem de Vlamingh u kolovozu te godine). Francuz D'Etchevery također je posjetio otok u rujnu 1767. godine. Nightingale je preimenovan po britanskom kapetanu Gamalielu Nightingaleu 1760.
Jonathan Lambert privremeno je promijenio ime u "Otok Lovel" u svom proglasu iz 1811. u Boston Gazetteu, ali kao i s drugim predloženim promjenama (tj. Grupa Tristan da Cunha u "Isles of Refreshment" - "Otoci osvježenja"), naziv se nije zadržao.

## Divlje životinje
Nightingale, maleni otok, dom je za više od tri milijuna parova morskih ptica u gustoći od oko 1,3 para po kvadratnom metru; gotovo cijeli otok obrasli vegetacijom je zauzet pticama. Maslinastožute sjemenare nema nigdje drugdje na svijetu.

### Važno područje za ptice
Skupina Slavujevih otoka međunarodno je priznata kao dio endemskog ptičjeg područja Tristan da Cunha (EBA). BirdLife International ga je također identificirao kao važno područje za ptice (IBA) kao mjesto za razmnožavanje morskih ptica i njegovih endemskih kopnenih ptica. Ptice za koje je IBA značajan uključuju krunate pingvine (Eudyptes moseleyi, do 125 000 parova koji se gnijezde), mrke albatrose (Phoebetria fusca, do 250 parova), žutonose albatrose (Thalassarche chlororhynchos, 5000 parova), krupnokljune zovoje (Pachyptila vittata, 10 000 parova), sive zovoje (Pterodroma mollis, do 1000 parova), crnokape zovoje (Ardenna gravis, do 3 milijuna parova), bjelolice burnice (Pelagodroma marina, 10 000 parova), bjelotrbe burnice (Fregetta grallaria, 1000 parova), antarktičke čigre (Sterna vittata, do 400 parova), smeđe pomornike (Stercorarius antarcticus, do 500 parova), tristanske drozdove (Turdus eremita), debelokljune sjemenare (Nesospiza wilkinsi) i maslinastožute sjemenare (Nesospiza questi). Obližnji otoci Gough i Inaccessible priznati su kao močvare od međunarodne važnosti prema Ramsarskoj konvenciji.

### Vodena bioraznolikost
Stanovnici otoka Tristan da Cunha u velikoj mjeri ovise o ribljim resursima za hranu i mamce za lokalnu industriju jastoga. Svake godine u ove se svrhe ulovi oko 61,5 tona linjača. Otočna priroda otočnog ekosustava čini ga osjetljivim na prekomjerno iskorištavanje u komercijalnim ribolovnim operacijama. Većina ribljih vrsta vezana je za otoke do kraja svog životnog ciklusa; stoga je populacija više ili manje izolirana i nije dopunjena regrutima izvan sustava.